# Holly Carpenter
Holly Carpenter (née le 9 octobre 1991) a été couronnée Miss Irlande 2011 le 13 août 2011 au Ballsbridge Hotel à Dublin,. Elle a ensuite représenté l'Irlande au concours de Miss Monde 2011 qui a eu lieu le 6 novembre de la même année à Londres,. Depuis 2015, elle rédige un article pour l'édition dominicale de l'Irish Sun sur des questions d'actualité telles que l'avortement , l'image positive de son propre corps  et les rendez-vous "galants".

## Mannequinat
La carrière de mannequin d'Holly Carpenter a commencé en 2011 quand elle fut inscrite par un ami au concours de Miss Irlande qu'elle gagna. Cependant, elle termina ensuite mal placée au concours Miss Monde 2011, bien qu'elle fût la favorite de beaucoup de parieurs qui la voyaient arriver parmi les cinq premières du classement final. Holly Carpenter ne se classa en effet que 42e. Elle attribua cet échec au fait que sa vidéo de présentation, qu'elle avait elle-même réalisée, n'était pas suffisamment aboutie. Malgré tout, grâce à son titre de Miss Irlande 2011, sa carrière de mannequin a décollé et elle trouva facilement du travail dans son vert pays ainsi qu'au Royaume-Uni.

## Participation au concoursBritain and Ireland's Next Top Model
En 2013, Holly Carpenter a été nommée parmi les 28 demi-finalistes lors de la 9e édition du concours visant à désigner le prochain top model de Grande-Bretagne et d'Irlande (Britain & Ireland's Next Top Model). Elle a été choisie pour faire partie des 14 derniers mannequins à pouvoir briguer le titre. Après plusieurs apparitions dans le fond du classement, dans les trois ou quatre dernières places, Holly Carpenter a été éliminée lors du 9e épisode, et a terminé à la 7e place finale.

## Biographie
Holly Carpenter est née et a grandi à Raheny, au nord de Dublin,. Elle est la petite-fille du journaliste Terry Keane,. Elle est également étudiante et prépare un diplôme en design vestimentaire à l'école national d'art et de design de Dublin (National College of Art and Design),,,. Holly Carpenter parle anglais, irlandais et français,. Du côté de sa vie privée, elle a été en couple avec le rugbyman de l'équipe du Leinster et de l'équipe d'Irlande Cian Healy pendant deux ans avant qu'ils ne se séparent en juillet 2014. Depuis la fin de l'année 2015, elle vit avec Danny O’Reilly du groupe de rock irlandais The Coronas,.